# Meade (Kansas)
Meade è una città degli Stati Uniti d'America, situato nello Stato del Kansas, nella contea di Meade, della quale è il capoluogo.